# 十字架を担うキリスト (ボス、マドリード)
『十字架を担うキリスト』（じゅうじかをになうキリスト、西: Cristo con la Cruz a cuestas、英: Christ Carrying the Cross）は、初期ネーデルラント絵画の巨匠ヒエロニムス・ボスが1505-1507ごろに板上に油彩で制作した絵画である。ボスによる同主題の作品はウィーンの美術史美術館にもあるが、本作はそれ以後に描かれており、1枚のパネルに描かれたボスの作品としては巨大なものである。1574年にスペイン・ハプスブルク家のフェリペ2世のコレクションに入り、現在はマドリード王宮に所蔵されている。

## 背景
15世紀のネーデルラントでは、イエス・キリストの受難伝の中でも「十字架を担うキリスト」の場面が特に好まれた。キリスト自らが磔となる十字架を背負う姿は、祈念画としてその苦しみをリアルに伝えるには最適の場面であったのであろう。
当時はエルサレムへの巡礼がブームとなり、巡礼をまね、キリストの受難を再現するような宗教行列が都市の中で行われていた。この宗教行列は、ハンス・メムリンクの『キリストの受難』 (サバウダ美術館、トリノ) のような説話的な絵画作品にもつながっていった。メムリンクは、エルサレムに見立てたブルッヘの街の随所にキリストの生涯を書き割りのように描いているが、巡礼に行くことのできない人々は宗教行列に参加するなり、こういった作品を眺めるなりして巡礼を疑似体験し、キリストの受難に思いを馳せていたのであろう。
説話的場面の一部として描かれていた「十字架を担うキリスト」の場面はやがて特化され、祈念画として発展したが、それにはドイツの版画家マルティン・ショーンガウアーの作品『十字架を担うキリスト』の影響が指摘されている。ボスの次世代のピーテル・ブリューゲルの『ゴルゴタの丘への行進』 (美術史美術館) は、この主題の究極の作例である。

### 関連作品

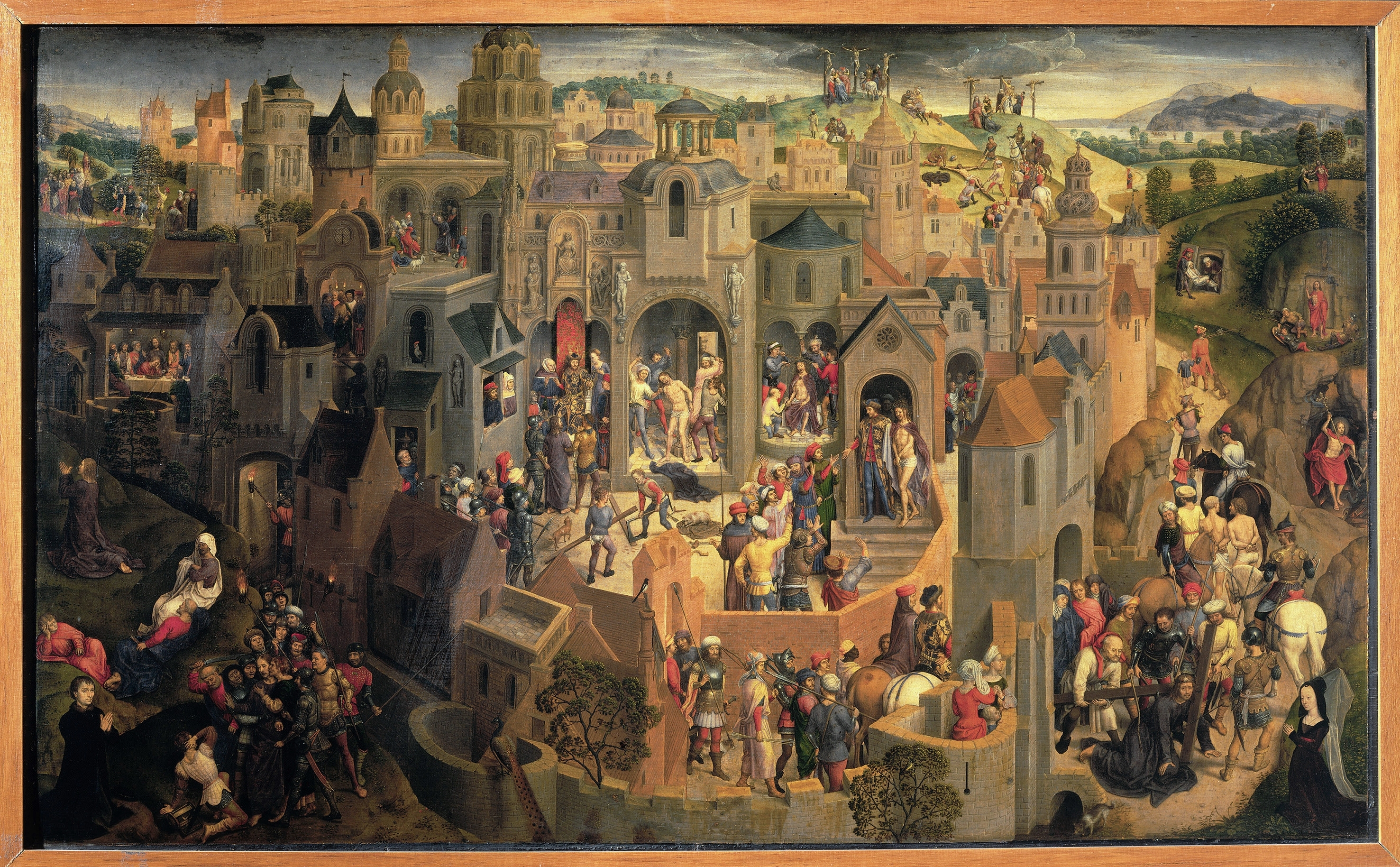
ハンス・メムリンク『キリストの受難』 1470年ごろ (サバウダ美術館、トリノ)
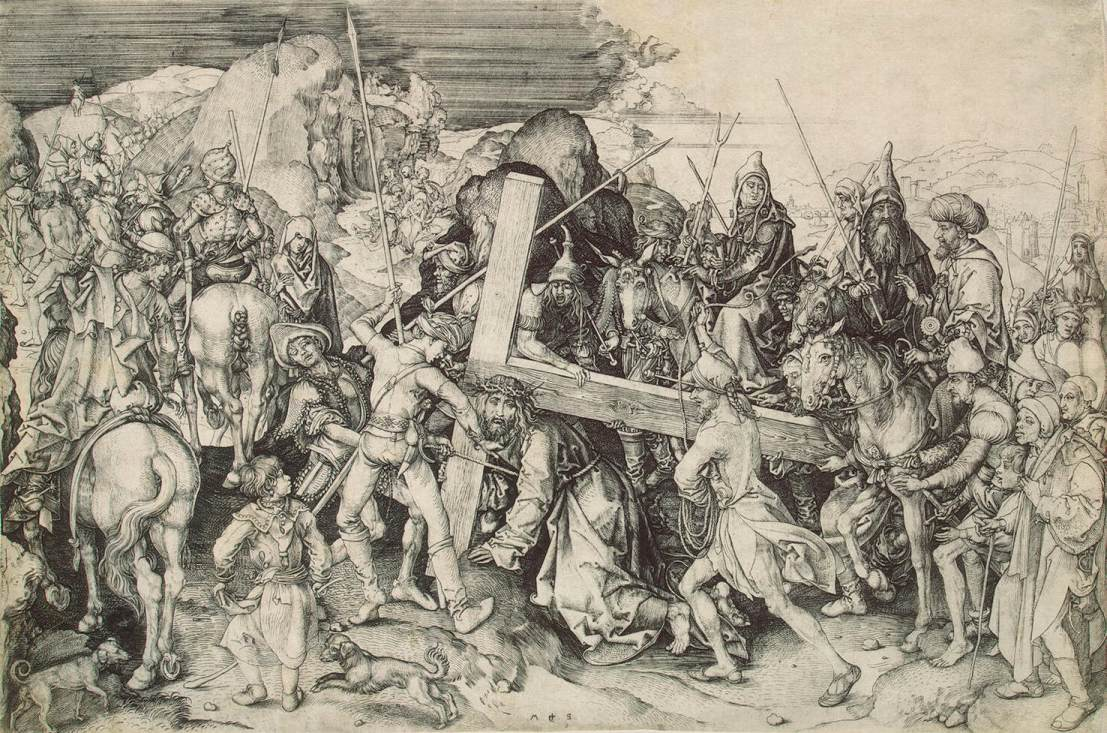
マルティン・ショーンガウアーの版画『十字架を担うキリスト』 1474年ごろ
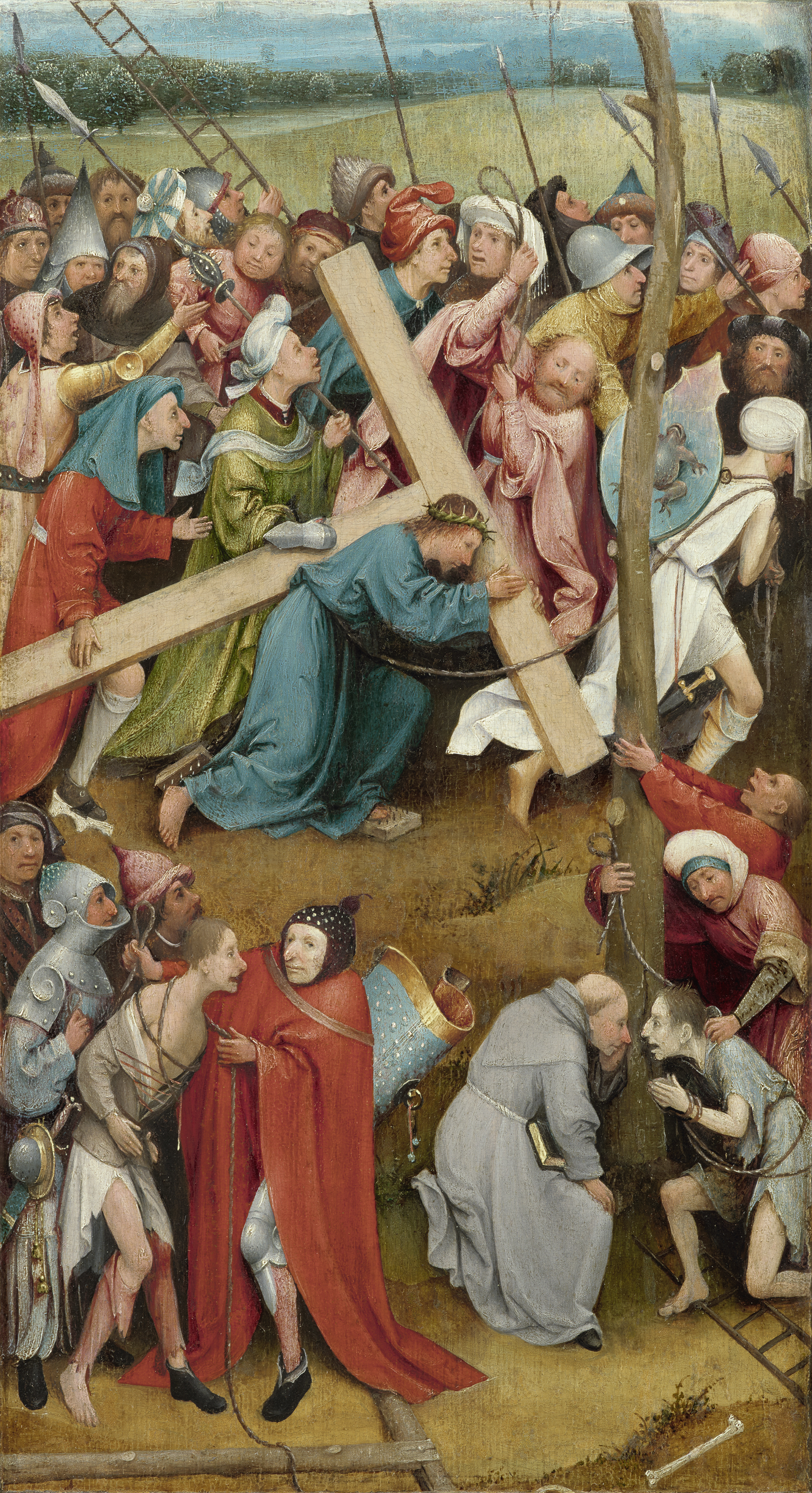
ヒエロニムス・ボス『十字架を担うキリスト』1490-1500年ごろ (美術史美術館、ウィーン)
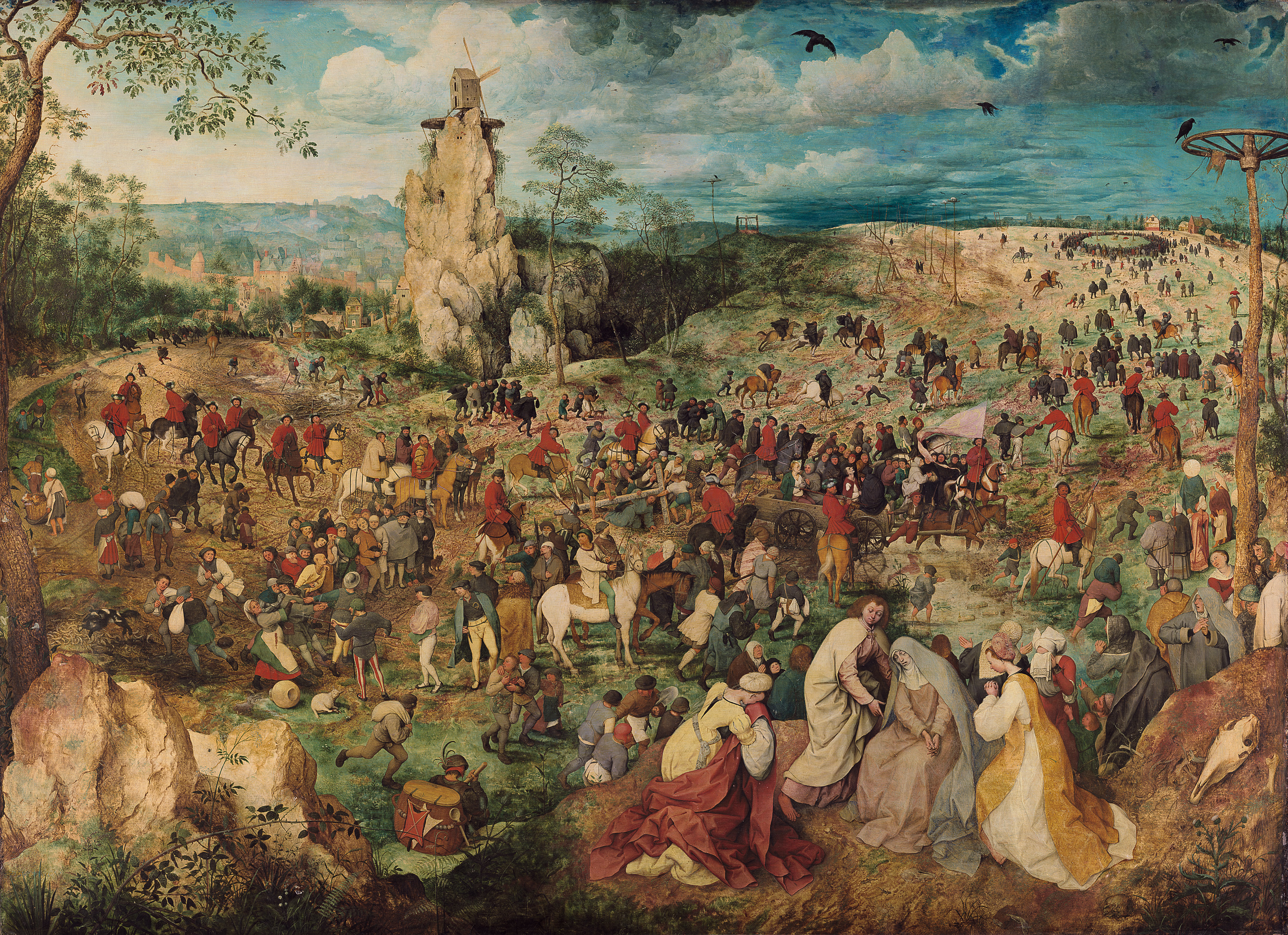
ピーテル・ブリューゲル『ゴルゴタの丘への行進』 1564年 (美術史美術館)

## 作品
本作は、ボスが円熟期に入ったころの作品であるのかもしれない。大きなサイズであるが、もともと1枚で製作されたのか、祭壇画を構成していたのかは不明である。ゴルゴタの丘に向かうキリストと兵士たちが、ウィーンの美術史美術館にある『十字架を担うキリスト』よりも前景に、そして近距離から描かれており、それだけにさらにインパクトのある作品となっている。ウィーンの作品に比べて構図は簡明であり、登場人物も限定され、情景よりもキリストの心情に重点が置かれている。
キリストは十字架を担い、釘の出た厚板を踏みながら進んでいる。この拷問具は、16世紀初頭までオランダの画家によってしばしば描かれた。キリストはものともせず、平静な顔を鑑賞者に向けている。あたかも「私について来たい者は、自分を捨て、自分の十字架を背負って、わたしに従いなさい」 (「マタイによる福音書 (16:24) 」) と語りかけているようであり、本作に礼拝画の性格を与えている。これはキリストに従う新しい信心の教えであり、ボスにとっても重要な教義であった。
ウィーンの作品では十字架に手を触れるだけであったキレネのシモンは、本作では十字架を持ち上げて、キリストを手助けしている。そのシモンに向かって、長老が意地悪い目で語りかける。赤衣の禿頭の男が敵意を露わにして、鞭を振り上げる。先に進む兵士の方には異教徒を表す三日月の印がある。
右側の開けた背景には、塔の並び立つエルサレムの町が眺望できる。実際には、ブラバント地方の光景であろう。中継には、嘆き悲しむ聖母マリアと福音書記者聖ヨハネが描かれている。